# Martha Hudson
Martha Hudson, född 21 mars 1939 i Eastman i Georgia, är en före detta amerikansk friidrottare.
Hudson blev olympisk mästare på 4 x 100 meter vid olympiska sommarspelen 1960 i Rom.